# Rona
Rona, tudi Rodan (antična R(h)odanus, francosko Rhône, okcitansko Ròse, provansalsko Rôno, alemansko Rhône/Rotten) je ena glavnih evropskih rek. Izvira v švicarskem kantonu Valais, teče proti zahodu skozi Ženevsko jezero v Francijo, kjer se v obliki delte izliva v Sredozemsko morje. Po njej je bila poimenovana jugovzhodna francoska regija Rona-Alpe, od 1. januarja 2016 dalje Auvergne-Rona-Alpe.

## Geografija
Rona izvira na višini 1753 m pod Ronskim ledenikom v Urnskih Alpah, od koder teče skozi ledeniško dolino v smeri jugozahoda. Pri Martignyju se obrne na severozahod proti Ženevskemu jezeru. Iz jezera odteka pri Ženevi, po nekaj kilometrih zapusti Švico in se usmeri na jug vzdolž Francoske Jure. Na njenem južnem robu se sprva obrne proti severozahodu, nato pa proti zahodu do Lyona, kjer se združi z njenim največjim pritokom Saono. Od tam teče vseskozi na jug do Arlesa, kjer se razdeli na dva rokava Mala Rona (francosko le Petit Rhône)  in Velika Rona (le Grand Rhône), oblikuje delto v regiji Camargue in se izliva v Levji zaliv.
Rona je ena od štirih večjih rek, ki izvirajo v regiji Gotthard, skupaj z reko Reuss, Ren in Ticino.

## Etimologija
Ime Rhone nadaljuje latinsko ime Rhodanus (grško Ῥοδανός Rhodanós) v grško-rimski geografiji. Galsko ime reke je bilo *Rodonos ali *Rotonos (od korena PIE *ret- 'teči, valjati', ki ga pogosto najdemo v imenih rek).
Grško-rimsko, pa tudi rekonstruirano galsko ime je moškega spola, prav tako francosko le Rhône. Ta oblika je preživela pri špansko / portugalskem in italijanskem soimenjaku, el / o Ródano oziroma il Rodano. Nemščina je sicer sprejela francosko ime, vendar mu je dala ženski spol, die Rhone. Prvotno nemško sprejetje latinskega imena je bilo tudi moško, der Rotten; preživelo je le v Zgornjem Valaisu (dialektno Rottu).
V francoščini je pridevnik, ki izvira iz reke, rhodanien, kot v le sillon rhodanien (dobesedno 'brazda Rone'), kar je ime dolgih, ravnih dolin reke Saône in Rhône, globoke špranje, ki teče proti jugu do Sredozemlja in ločuje Alpe od Centralnega masiva.

## Potek
Rona se začne kot talina Ronskega ledenika v kantonu Valais v Švicarskih Alpah na nadmorski višini približno 2208 metrov. Od tam teče proti jugozahodu skozi Gletsch in Goms, najvišjo dolinsko regijo Valaisa pred Brigom. Na območju Briga prejeme vode Masse z ledenika Aletsch, najdaljšega ledenika v Alpah, kmalu zatem pa še vode Vispe, najdaljšega pritoka v Valaisu. Po tem teče naprej po dolini, ki nosi njeno ime in teče sprva v zahodni smeri približno trideset kilometrov do Leuka, nato jugozahodno približno petdeset kilometrov do Martignyja.
Dol do Briga je Rona hudournik; nato postane velika gorska reka, ki teče jugozahodno skozi ledeniško dolino. Med Brigom in Martignyjem zbira vode večinoma iz dolin Peninskih Alp na jugu, katerih reke izvirajo iz velikih ledenikov masivov Monte Rosa, Dom in Grand Combin, pa tudi iz bolj strmih pobočij Bernskih Alp na severu, masiv Mont Blanc pa na zahodu. Kot rezultat, ima dolina Rone bolj suho podnebje kot preostala Švica, zato je zaščitena s tremi najvišjimi območji Alp, zaradi česar je Valais najbolj suha in največja vinska regija države.
Pri Martignyju, kjer na levem bregu sprejme vode Drance, Rona ostro zavije proti severu. V smeri proti Ženevskemu jezeru (francosko Le Léman) se dolina v bližini Saint-Maurice zoži, značilnost, ki dolini Rone že dolgo daje strateški pomen za nadzor nad alpskimi prelazi. Nato Rona označuje mejo med kantonoma Valais (levi breg) in Vaud (desni breg), ki ločuje dva dela zgodovinske regije Chablais. Nato vstopi v Ženevsko jezero v bližini mesta Le Bouveret, kjer voda teče proti zahodu.
Na levem (južnem) bregu Ženevskega jezera se reka Morge združi pri vasi Saint-Gingolph in označuje tudi francosko-švicarsko mejo. Zahodno, Dranse vstopi v jezero s svojo ohranjeno delto, nato pa Hermance označi še eno francosko-švicarsko mejo. Med krajema Morge in Hermance si jezero delita obe državi vzdolž njegove središčnice, z levim bregom v Franciji. Preostali del jezera je švicarski, vključno s celotnim desnim (severnim) bregom. Tu so pritoki Veveyse, Venoge, Aubonne, Morges, med drugimi manjšimi rekami.
Ženevsko jezero se konča v mestu Ženeva, kjer gladino jezera nadzira jez Seujet. Povprečni izpust iz Ženevskega jezera je 251 kubičnih metrov na sekundo. Pod jezom Rona sprejema vode Arve, ki jih napaja masiv Mont Blanca, z vidno večjo obremenitvijo sedimentov in veliko nižjo temperaturo.
Po skupno 290 kilometrih v Švici Rona nadaljuje proti zahodu in vstopa v Francijo in južne gore Jure. Zavije proti jugu, mimo Lac de Bourget, ki ga Rona odvaja skozi Savièresov kanal. Rona, ki nadaljuje na splošno proti zahodu, nato prejme vode Valserine, vstopi v zbiralnik, ki ga je ustvaril jez Génissiat in se ji nato pridruži Ain.
Ko doseže Lyon, najbolj naseljeno mesto na svojem toku, Rona sprejme največji pritok Saono s pretokom 400 kubičnih metrov na sekundo v primerjavi s 600 kubičnimi metri na sekundo Rone. Od tega sotočja Rona sledi proti jugu. Ob dolini Rone se ji na desnem (zahodnem) bregu pridružijo reke Eyrieux, Ardèche, Cèze in Gardon, ki prihajajo iz gora Cévennes; na levem bregu ob rekah Isère, (s povprečnim izpustom 350 kubičnih metrov na sekundo, Drôme, Ouvèze in Durance (188 kubičnih metrov na sekundo) iz Alp.
Od Lyona Rona teče proti jugu, v svoji veliki dolini med Alpami in Centralnim masivom. V Arlesu se Rona deli na dva glavna kraka, ki tvorita delto v regiji Camargue, obe veji se izlivata v Sredozemsko morje, delta pa se imenuje Rona Fan. Večji krak se imenuje Grand Rhône, manjši Petit Rhône. Povprečni letni pretok v Arlesu je 1710 kubičnih metrov na sekundo.

## Plovnost
Pred razvojem železnic in avtocest je bila Rona pomembna notranja trgovska in prometna pot, ki je povezovala mesta Arles, Avignon, Valence, Vienne in Lyon s sredozemskimi pristanišči Fos-sur-Mer, Marseille in Sète. Potovanje po Roni z barko je trajalo tri tedne. Z motornim plovilom traja zdaj le tri dni. Rona je razvrščena kot plovna pot razreda V za 325 km dolgem odseku od ustja Saone v Lyonu do morja v Port-Saint-Louis-du-Rhône. Gorvodno od Lyona je bil 149-kilometrski odsek Rone ploven za majhne čolne do Seyssela. Od leta 2017 je del med Lyonom in Sault-Brénazom zaprt za plovbo.
Saône, ki je prav tako kanalizirana, povezuje pristanišča Rone z mesti Villefranche-sur-Saône, Mâcon in Chalon-sur-Saône. Manjša plovila (do razreda I CEMT) lahko potujejo naprej proti severozahodu, severu in severovzhodu prek kanalov Center-Loire-Briare in Loing do Sene preko kanala de la Marne à la Saône (nedavno imenovanega Canal entre Champagne et Bourgogne) do Marne, preko kanala Vosges (prej imenovan Canal de l'Est - Branche Sud) do Mozele in preko Canal du Rhône au Rhin do Rena.
Rona je zloglasna zaradi močnega toka, ko reka prenaša velike količine vode: včasih se doseže trenutno hitrost do 10 kilometrov na uro, zlasti v odseku pod zadnjo zaporo pri Vallabrègues in v razmeroma ozkem prvem preusmerjanju kanal južno od Lyona. 12 zapornic obratuje vsak dan od 5:00 do 21:00. Vse delovanje je centralno nadzorovano iz enega nadzornega centra v Châteauneufu. Komercialne barže lahko po pooblastilu plujejo ponoči.

### Porečje
Švica
| - Vispa - Navisence - Borgne - Dranse | - Vièze - Grande-Eau - Veveyse - Venoge |

Francija
| - Arve - Fier - Ain - Saona - Gier | - Cance - Cèze - Galaure - Doux - Isère | - Eyrieux - Drôme - Ardèche - Durance - Eygues | - Ouvèze - Gardon |

## Zgodovina
Rona je bila pomembna transportna pot že od časov Grkov in Rimljanov. Bila je glavna trgovska pot iz Sredozemlja v vzhodno-osrednjo Galijo. Kot taka je pomagala prenesti grške kulturne vplive v zahodni Halštat in poznejšo latensko kulturo. Med keltskimi plemeni, ki so živela v bližini Rone, so bili Seduni, Sekvani, Segobrigi, Alobrogi, Segusiavi, Helveti, Vokonti in arekomški Volki.
Plovba je bila težka, saj ima reka močne tokove, plitvine, poplavljala je spomladi in zgodaj poleti, ko se je led stopil, ter sušna pozno poleti. Do 19. stoletja so potniki potovali v čolnih, ki so jih vlekli moški ali konji ali z jadri. Večina je potovala z naslikanim križem, pokritim z verskimi simboli, kot zaščito pred nevarnostmi na poti.
Trgovanje v zgornjem toku je uporabljalo barques du Rhône, jadralne barže, 30 krat 3,5 metra, s 75-tonsko zmogljivostjo. Za vleko konvoja s petimi do sedmimi plovili gorvodno je bilo zaposlenih od 50 do 80 konj. Blago bi bilo pretovorjeno v Arlesu v 23-metrske jadralne barže, imenovane allèges d'Arles, za zadnjo pot do Sredozemlja.
Prvi poskusni parni čoln je v Lyonu zgradil Jouffroy d'Abbans leta 1783. Redni prevozi so se začeli izvajati šele leta 1829 in so se nadaljevali do leta 1952. Parna potniška plovila dolga 80 do 100 metrov, hitrosti do 20 kilometrov na uro in bi lahko čez dan od Lyona do Arlesa opravila vožnjo po toku. Tovor so vlekli v bateau-anguilles, čolni 157 krat 6,35 metra z veslaškimi kolesi sredi ladje in bateaux crabes’’, ogromno zobato kolo 6,5 metrov, da so prijele strugo v plitvini. za dopolnitev koles z vesli. V 20. stoletju so bile uvedene močne motorne barže, ki so jih poganjali dizelski motorji in so prevažale 1.500 ton.
Leta 1933 je bila ustanovljena Compagnie Nationale du Rhône (CNR) za izboljšanje plovbe in pridobivanje električne energije, tudi za razvoj namakanega kmetijstva in zaščito obalnih mest in zemljišč pred poplavami. Nekaj napredka je bilo doseženega pri poglabljanju plovnega kanala in gradnji čistilnih sten, vendar je druga svetovna vojna takšna dela ustavila. Leta 1942 so po propadu Vichy Francije italijanske vojaške sile zasedle jugovzhodno Francijo do vzhodnih bregov Rone kot del ekspanzionistične agende italijanskega fašističnega režima.

### Upravne enote in kraji
- Valais: Brig, Sion, Saint-Maurice, Le Bouveret
- Ženeva: Ženeva
- Rhône: Lyon
- Isère: Vienne
- Ardèche: Tournon
- Drôme: Valence, Montélimar
- Vaucluse: Orange, Avignon
- Gard: Villeneuve-lès-Avignon, Aramon, Beaucaire
- Bouches-du-Rhône: Tarascon, Arles, Port-Saint-Louis-du-Rhône.